# Yes, Minister
Yes, Minister en het vervolg Yes, Prime Minister zijn Britse komedies die werden uitgezonden door de BBC tussen 1980 en 1988. De plaats van handeling is aanvankelijk de werkkamer van een minister en in de vervolgserie Downing Street 10, de werkplek van de minister-president. Alle 38 afleveringen zijn geschreven door Antony Jay en Jonathan Lynn en duren 30 minuten per aflevering.

## Verhaal
Het centrale thema van de serie is de strijd tussen (Dr) James "Jim" Hacker (gespeeld door Paul Eddington), de pasbenoemde minister in het (fictieve) ministerie van Bestuurlijke Zaken en zijn ambtenaren en ministeriële collega's.
Nigel Hawthorne speelt Sir Humphrey Appleby, KCB, MVO, MA (Oxon), een hoge ambtenaar, secretaris-generaal van het ministerie van Bestuurlijke Zaken, met Derek Fowlds in een belangrijke ondersteunende rol als Hackers persoonlijke secretaris, Bernard Woolley. Woolley is steeds de 'man in the middle', verscheurd door zijn persoonlijke loyaliteit aan Hacker en zijn werkrelatie met Sir Humphrey, die zijn baas is.
Wanneer Hacker na 1984 premier wordt, is Sir Humphrey juist ook gepromoveerd tot secretaris-generaal op 'No. 10' en Hacker benoemt Bernard Woolley als zijn eerste persoonlijke secretaris op zijn nieuwe post.
De humor van de serie ligt vooral besloten in het conflict tussen de minister (die denkt dat hij de macht in handen heeft) en de ambtenarij, die in werkelijkheid het land bestuurt. Steeds opnieuw probeert Jim Hacker een bepaald politiek doel te bereiken, waarbij hij wordt tegengewerkt door Sir Humphrey, die de status quo probeert te handhaven en elke vorm van ambitie per definitie afwijst.
Andere vaste onderdelen zijn Sir Humphreys ingewikkelde volzinnen en cynisme en Hackers neiging om lachwekkende Churchilliaanse speeches uit te spreken wanneer hij politiek geïnspireerd is en het vlak na het verkondigen van een mening onder druk overgaan naar het tegenovergestelde.
Yes, Minister en Yes, Prime Minister worden door politicologen geroemd om hun accurate portret van het landsbestuur.
Iedere aflevering eindigt als sir Humphrey zegt: "Yes minister!" of "Yes prime minister!"
Er werd in 2009, met minder succes, ook een Nederlandse variant van de comedy uitgezonden door de VPRO met de naam Sorry Minister.
In 2013 werd er een nieuwe reeks van Yes, Prime Minister gemaakt. Hierin vertolkte David Haig de rol van Jim Hacker en nam Henry Goodman de rol van Sir Humphrey voor zijn rekening. De scenario's werden, net als in de originele reeks, geschreven door Antony Jay en Jonathan Lynn. De reeks werd uitgezonden op de Britse zender UKTV Gold. In België was de reeks te zien op de zender Acht.

## Afleveringen
Er zijn 38 afleveringen gemaakt, van 1980 tot 1988.

### Yes, Minister

#### Serie 1
- Open Government
- The Official Visit
- The Economy Drive
- Big Brother
- The Writing on the Wall
- The Right to Know
- Jobs For the Boys

#### Serie 2
- The Compassionate Society
- Doing the Honours
- The Death List
- The Greasy Pole
- The Devil You Know
- The Quality of Life
- A Question of Loyalty

#### Serie 3
- Equal Opportunities
- The Challenge
- The Skeleton in the Cupboard
- The Moral Dimension
- The Bed of Nails
- The Whisky Priest
- The Middle-Class Rip-Off

#### Special
- Party Games

Special van een uur, rond Hackers benoeming tot Premier.

### Yes, Prime Minister

#### Serie 1
- The Grand Design
- The Ministerial Broadcast
- The Smokescreen
- The Key
- A Real Partnership
- A Victory for Democracy
- The Bishop's Gambit
- One of Us

#### Serie 2
- Man Overboard
- Official Secrets
- A Diplomatic Incident
- A Conflict of Interest
- Power to the People
- The Patron to the Arts
- The National Education Service
- The Tangled Web

## Citaten
Kenmerkende dialogen:
- Wikiquote